# جواو ألبرتو ليموس
جواو ألبرتو ليموس (بالبرتغالية: João Alberto Lemos‏) هو مجدف برتغالي، ولد في 21 يناير 1928.

## وصلات خارجية
- جواو ألبرتو ليموس على موقع الاتحاد الدولي للتجديف (الإنجليزية)
- جواو ألبرتو ليموس على موقع أوليمبيديا (الإنجليزية)